# Дегу
Дегу (съкр. от лат. Octodon degus, което в превод означава „осмозъб“) е гризач, който е разпространен най-вече в Чили. Името му идва от формата на кътните зъби, които погледнати отгоре напомнят цифрата осем. Въпреки че прилича много на плъховете, този вид принадлежи към отделно семейство.

## Описание
Дегу е малък гризач с дължина на тялото около 25 до 30 см. и тегло 170 до 300 грама. Козината е в жълто-кафяв цвят. Гризачът има закръглена глава с големи уши и сплескан нос. Има тъмни и големи очи, които са разположени така, че с тях да могат да виждат повече и така да се предпазват лесно от хищника. Зрението им е силно развито. Почти е без врат, който е много дебел и създава впечатление, че гризачът няма такъв. Има дълга опашка покрита с черни косми, които при върха стават малко по-дълги и по-гъсти. Тя може да расте до 9 сантиметра. Особеност при опашката на дегуто е, че ако се хване за нея, кожата ѝ може да се скъса и да се отдели от мускулатурата. Така то лесно може да се предпази от хищника. Този гризач не показва признаци на болка и ако не настъпят усложнения при скъсването, мястото може много бързо да заздравее. Опашката обаче не може да израсне повторно. Предните крайници на дегуто са с четири пръста, а задните са с пет. Има къси, но остри нокти, покрити с косми. Дегуто има предни зъби по горната и долната челюст, които са покрити с оранжевожълт слой- устойчив зъбен емайл, който ги прави много здрави. Те растат постоянно и затова животното има нужда да гризе – при липса, зъбите му порастват и затрудняват храненото му.

## Социално поведение
Дегу са много социални животни. Не се делят от семейството си, което може да достигне от 10 до 60 члена. Живеят в дупки. Когато е необходимо да се намери храна, част от тях прекарват време на повърхността. При нужда от сигнал за помощ, предупреждение или някакъв вид комуникация дегу показват широк спектър от комуникационни техники. Имат много звуци, с които комуникират. Използват и урината си за маркиране.

## Разпространение
Открива се най-често в Централно Чили, където живеят на семейни групи.

## Болести
Предпоставка за болести може да е неправилно отглеждане и изхранване. Обикновено раните са от ухапвания, борба между животните или при наранявания от падане, но заздравяват бързо. Другия вид заболяване е при неправилното хранене:
Храносмилателни проблеми:
На лице са при еднообразно хранене или при липса на сено. Признаци са слузести изпражнение и вдървена походка. При простуда също може да са налице тези признаци.
Ако зъбите растат повече от нормалното:
Може да е от деформация на челюстта. Тогава се получава, така че предните зъби не спират да растат и устата на животното не може да се затвори. Друга причина е ако на дегуто не е предоставено дърво или друго приспособление, с което да изхабява зъбите си.

## Начин на живот и хранене
В природата дегуто се храни предимно с тревисти растения, корени, плодове и семена. За да се чувства добре, дегуто трябва да води здравословен и активен начин на живот, да му се предлага хубава храна в правилни количества, за да не се разболява или затлъстява. Ако храната е достатъчно сочна не е нужно да пие вода. Доброто сено мирише приятно на треви и билки и не вдига прахоляк. Дегу трябва да се хранят само с качествено сено, лошото сено причинява болести и дори смърт на животните.
–Пресен фураж -Под пресен фураж разбираме плодове, зеленчуци и друга зеленина. Храната, която се дава на дегу, не трябва да е много студена, трябва да се затопли до стайна температура. Подходящи плодове са: ябълките и различните гроздовидни плодове. Има богато разнообразие от зеленчуци: моркови, целина, цветно зеле, къдраво зеле, маруля.
Отровни храни за дегуто са суровият фасул, покълналите картофи и зелените части на картофите.
Дегу може да задоволява гризаческите си нужди като по естествен път изхабяват постоянно израстващите предни зъби. За тази цел по зоомагазините има различни видове пръчки за гризане и други подобни за гризачи, които също така са подходящи.
Подходящи за дегу са и стафиди, ядки, цели фъстъци, както и сушени или пресни шипки и плодове. Някои от храните са с високо съдържание на мазнини, които са вредни и не бива да се дават в големи количества. Количеството храна, нужна за дегу, е трудно да се определи, защото потребността от хранителни съставки е различна.

## Домашен любимец
След като много учени проявяват интерес към дегу, гризачът става популярен сред хората. Той е изключително интелигентен, комуникативен, бързо адаптиращ се и лесно опитомяван. Те живеят до 13 години при идеални обстоятелства, а в домашни условия около 6-8 годишна възраст. Много лесни са за отглеждане. Рядко хапят, но ако го правят, то е леко, за да опознаят своя собственик. Дегу има нужда от пясъчни бани, за да се премахнат мазнините от козината и кожата. Всеки ден за около 30 минути дегу има нужда от тази процедура. Изключително чисти животни са.

## Навици
Две дегу, когато се срещнат, се поздравяват като се докосват по носа и устните. Поздравът е последван от хапане на брадата, бузите, врата и гушата. Обичат да се пощят и да си играят заедно.

## Клетка
За да се осигури достатъчно място за дегуто в домашни условия, клетка или терариума е желателно да е голяма, с няколко нива, с приспособления за катерене, с място за спане и с най-различни играчки, с които дегуто да се забавлява.